# Městská autobusová doprava v Pardubickém kraji

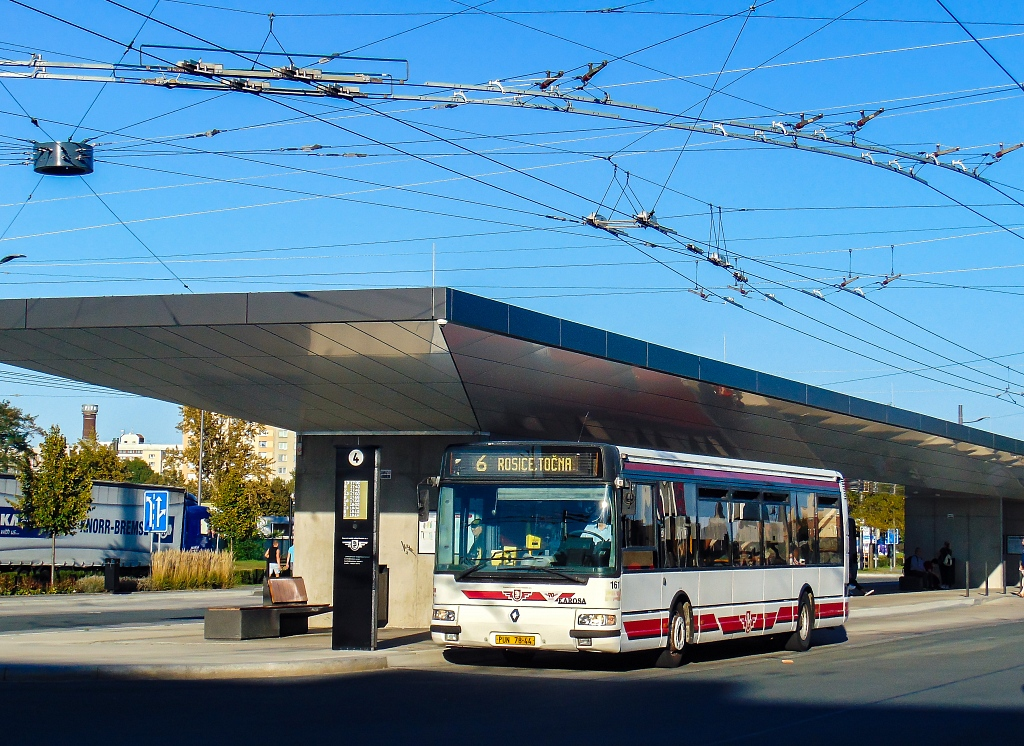
Městský autobus v Pardubicích.

Přehled provozů městské autobusové dopravy na území Pardubického kraje.

## Okres Pardubice

### Pardubice
Městskou hromadnou dopravu v Pardubicích (autobusovou i trolejbusovou) provozuje Dopravní podnik města Pardubic a. s. Číslování autobusových a trolejbusových linek není odděleno. Asi 16 autobusových linek má čísla z rozmezí 6–28, linka 8 má navíc variantu s číslem 88. V číslování jsou dále dvě nostalgické linky (trolejbusová 51 a autobusová 52) a dvě noční autobusové linky (98 a 99). Specialitou jsou tzv. výpomocné linky či výpomocné nebo účelové spoje s čísly v rozsahu 901 až 918, jejichž čísla jsou odvozena z čísel základních linek s podobnou trasou (např. linka 912 ve variantní trase posiluje linku 12). Licenční čísla pardubických autobusových linek začínají trojčíslím 655.

### Přelouč
Provoz linky městské autobusové dopravy byl zahájen 1. prosince 2009.
Do listopadu 2009 se městské dopravě nejvíce podobala linka 650250 dopravce Veolia Transport Východní Čechy a. s., na níž většina spojů jezdila jen po území města, jeden odpolední pár spojů zajížděl mimo město do Kozašic. Linka neměla status městské autobusové dopravy, avšak jezdily na ní i autobusy městského provedení.
Návrh na zavedení MHD se objevil v březnu 2008. V červnu 2008 rozhodlo zastupitelstvo města, že na jaře 2009 měla být zavedena plnohodnotná MHD. Následně město objednalo u společnosti OREDO studii a návrh jízdního řádu. V únoru 2009 město předložilo navržené jízdní řády k diskusi veřejnosti do 15. března 2009 a avizovalo zahájení provozu na 1. září 2009. V únoru 2009 město v návrhu předpokládalo, že v úsecích s malým využitím bude autobus jezdit jen na SMS objednání jako radiobus, přičemž v těchto spojích by jízdné bylo vyšší o například pětikorunový příplatek a o víkendech měl mít veškerý provoz charakter radiobusu. Rovněž návrh počítal s tím, že jízdné do místních částí (vesnic) by bylo vyšší, tedy 10 Kč (základní jízdné po městě bylo navrženo na 5 Kč). Uvažovalo se rovněž o integraci do systémů VYDIS a IDS PK.
Po projednání návrhu jízdního řádu městem a veřejností bylo v roce 2009 vyhlášeno výběrové řízení na provozovatele dopravy.
V červnu 2008 se počítalo se zastávkami vlakové nádraží, autobusové nádraží, poliklinika, na sídlišti pak Žižkova, Pražská, Bratrouchovská. 24. září 2009 rada města stanovila názvy a umístění nově zřizovaných zastávek: „Přelouč, Kladenská, MŠ“, „Přelouč, Pardubická CENTRUM“, „Přelouč, Čáslavská“, „Přelouč, Lipiny točna“, „Přelouč, Jihlavská“, „Přelouč, Kladenská, ZŠ“  (bod 73/16). 24. září 2009 rada města Přelouč rozhodla, že ve zkušebním provozu od 1. prosince 2009 do 31. ledna 2010 bude při použití MHD v Přelouči nulové jízdné (bod 73/29) (poté bude základní jízdné 5 Kč). Od návrhu provozovat některé spoje formou radiobusu město ustoupilo, protože by bylo komplikované vyúčtování takové služby.
24. srpna 2009 rada města na základě nejnižší nabídkové ceny na smluvní období (15 164 000,- Kč) vybrala společnost Veolia Transport Východní Čechy a. s. Protože se jeden z nejmenovaných účastníků výběrového řízení na dopravce odvolal, bylo zahájení provozu odloženo ze září 2009 na prosinec. 19. října 2009 rada města Přelouč schválila smlouvu o závazku veřejné služby v městské autobusové dopravě s VTVČ (bod 75/16), dodatek ke smlouvě o dílo ze dne 17. srpna 2009, kterým se mění cena díla „zastávky MHD“ na 3 130 490,39 Kč (bod 75/27), smlouvu o dílo se společností OREDO, s. r. o. na vytvoření grafického návrhu propagačního letáku k MHD v Přelouči (bod 75/30) a omezení provozu MHD v období Vánoc a přelomu roku (bod 75/29). Smlouvu na zajištění MHD od 1. prosince 2009 do 31. prosince 2015 s ročním výkonem 84 000 km uzavřelo město s vítězem výběrového řízení, společností Veolia Transport Východní Čechy.
Linka MHD Přelouč (licenční číslo 655101) zahájila provoz od 1. prosince 2009. Popisu stavu MHD v prvním roce provozu se věnují následující čtyři odstavce.
 
Linka má jednu hlavní trasu, od níž se v jízdním řádu stanovené spoje odchylují (variaci tras tvoří čtyři odbočky a dvě zkratky). V pracovní dny je doprava po vlastním městě zajištěna v přibližně hodinovém taktu, s přizpůsobením návaznostem na vlaky (zastávky: žel. st., aut. nádr., Račanská (poliklinika), Nám 17. listopadu (sídliště), Kladenská, Centrum (naproti hotelu Bujnoch), Pražská, Čáslavská, Lipiny točna) a mezitím autobus postupně zajíždí do 7 vesnic patřících do území města. O víkendech je interval dvouhodinový, do vesnic spadajících pod Přelouč jsou o víkendech zavedeny 3–4 páry spojů.
Na lince jezdil částečně nízkopodlažní naftový minibus Iveco Daily Stratos LE 37 splňující emisní normu EURO 4. Vozidlo je vybaveno zařízením GPS, které zaznamenává data o provozu.
Roční náklady se v červnu 2008 odhadovaly asi na 2 miliony Kč, z toho asi 0,4 milionu měly pokrýt tržby. V říjnu 2009 město oznámilo, že vyhradilo na MHD 2,5 milionu Kč, z čehož by asi 0,3 milionu měly pokrýt tržby z jízdného, tedy roční dotace se očekávala přes 2 miliony Kč. Při zahájení provozu byla na dva měsíce, tedy do konce ledna 2010, vyhlášena bezplatná přeprava, poté mělo být zavedeno základní jízdné 5 Kč. Kvůli sjednocení s celostátním termínem změn jízdních řádů byla poté bezplatná přeprava prodloužena až do 6. března 2010.
Od prosince 2009 do března 2010 přepravila linka MHD asi 44 000 cestujících. Od června 2010 byl minibus o kapacitě 26 osob nahrazen větším o kapacitě 57 cestujících, tj. autobus SOR CN 8,5.
Po prvním roce došlo k vyhodnocení provozu a rada města Přelouče schválila od 12.12. 2010 úpravu jízdního řádu. Ta se týkala omezení některých málo využívaných zajížděk a rozšíření provozu po hlavní trase linky přes město na hodinový takt po sedm dní v týdnu. Hodinový takt v pracovních dnech se osvědčil a byl požadován i o víkendu. Mezi omezené zajížďky patří především málo využívané zajíždění na autobusové nádraží nebo některé zájezdy do místních částí (především) o víkendech.
Od 11. prosince 2011 došlo k zapojení MHD Přelouč do integrované regionální dopravy IREDO. MHD Přelouč se tak stala první plně zapojenou MHD v Pardubickém kraji. Toto zapojení umožní cestujícím MHD Přelouč nejen užívat na spojích městské dopravy jinde zakoupené jízdní doklady, ale dále toto zapojení také umožní zakoupit si přímo v městském autobusu jízdenku jinam (třeba do Pardubic) a pokračovat s ní do cíle cesty meziměstskými autobusy nebo vlaky. Příkladem, který se může hodit, je možnost zakoupit si přímo na zastávce MHD u svého domu jízdenku třeba do školy do Pardubic, na výlet do Pece pod Sněžkou nebo kamkoli jinam v Pardubickém a Královéhradeckém kraji.
Dále od stejného data byla do roku 2013 Přelouče přes zastávky Opočínek odbočka, Valy, Přelouč Jaselská, Přelouč železniční stanice do zastávky Přelouč, autobusové nádraží prodloužena linka 15 pardubické městské dopravy, provozovaná Dopravním podnikem města Pardubic. Toto prodloužení skončilo.
Od 1. března 2017 se základní jízdné zdražilo z 5 Kč na 7 Kč z důvodu rostoucích nákladů přepravce kvůli zvyšování mezd řidičů.
Od 1. ledna 2018 na základě nové spolupráce města se společností Arriva, která je dotována na 10 let, je doteď v provozu autobus SOR BN 8,5, který splňuje emisní normu EURO 6.
Od roku 2022 je v provozu další autobus, a to SOR CN 8,5, který též splňuje emisní normu EURO 6. Spolu s autobusem z roku 2018 se střídají; jeden je v provozu, druhý stojí u autobusového nádraží v Přelouči.
Od roku 2023 se základní jízdné zdražilo ze 7 Kč na 10 Kč.  
Aktuálně v roce 2024 je linka v provozu nejen v samotném městě, ale i v okolních částech města, to jsou Lohenice, Mělice a Štěpánov. Do 14. prosince 2024 jsou do Lohenic a Mělic zajištěny 2 spoje, do Štěpánova jsou též zajištěny 2 spoje. Tyto části města jsou obsluhovány pouze v pracovních dnech.  

## Okres Chrudim

### Chrudim
Městskou hromadnou dopravu tvoří 7 autobusových linek s čísly 1–4, které provozuje Arriva východní Čechy a.s.
MHD vznikla pravděpodobně koncem 50. let v souvislosti s vybudováním nemocnice na kraji města. Dvě polookružní linky byly označovány jako okruhy A a B, jedna vycházela od nemocnice a jedna od pivovaru. Večerní spoje zajížděly ke kinu Svět. V letní sezoně o víkendech jezdila rekreační linka k výletní restauraci Monaco u Slatiňan. MHD zajišťovaly dva vozy RTO se stanovištěm průvodčí v zadní části vozu. Koncem 60. let byl zřízen okruh C přes nové sídliště Na Rozhledně. Začátkem 70. let bylo značení linek změněno na čísla 1 až 3.  V roce 1987 bylo linkové vedení reorganizováno a vznikly nové linky 1 až 4. V roce 1991/1992 obsahoval krajský jízdní řád ČSAD MHD Chrudim pod číslem 52000 s linkami 1–5. Dále obsahoval linky z Chrudimi k Transportě s čísly 51911 a 51912, které neměly status MHD. Od 1. října 2008 byla zavedena nová linka 9 do průmyslové zóny, se 2 páry spojů v pracovní den.
11. listopadu 2010 rada města schválila (krátce před ustavující schůzí nového zastupitelstva) prodloužení smlouvy s dopravcem Veolia Transport Východní Čechy až do 31. prosince 2016. Původně bylo navrženo prodloužení o 10 let (tj. do roku 2020). Důvodem prodloužení smlouvy bylo, že dopravce žádá o zhruba desetimilionovou dotaci z evropských fondů na nákup pěti plně nízkopodlažních a jednoho částečně nízkopodlažního autobusu, přičemž podmínkou udělení je minimálně pětiletá smlouva s objednatelem dopravních služeb. Město dotuje MHD cca 5,5 miliony Kč ročně. 29. srpna 2011 bylo 5 nových autobusů SOR NB 12 a jeden SOR CN 8,5 v celkové hodnotě téměř 28 milionů Kč slavnostně uvedeno do provozu.

### Hlinsko
Hlinsko nemá MHD. V roce 1991/1992 obsahoval krajský jízdní řád ČSAD okružní linku 52392 Hlinsko nádr. – Elektro-Praga a souhrnné jízdní řády 52341 Hlinsko nádr. – Hlinsko, Srní až 52391 Hlinsko nádr. – Hlinsko, Elektro-Praga.

### Skuteč
Skuteč nemá MHD. V roce 1991/1992 obsahoval krajský jízdní řád ČSAD souhrnný jízdní řád 52150 Skuteč nám. – žst. Žďárec.

## Okres Svitavy

### Polička
Linky MHD č. 1–3 (685001 až 685003) provozuje dopravce Zlatovánek s. r. o.
V roce 1991/1992 obsahoval krajský jízdní řád ČSAD linku 57621 Polička aut. st. – Polička, masokombinát, která však neměla status MHD. 

### Litomyšl
Linku MHD 685010 provozuje Zlatovánek, spol. s r. o. Linka jezdí jen v pracovní dny. Spoje na ní tvoří tři okruhy s východištěm na autobusovém stanovišti, které jsou označovány písmeny A, B a C. Většina spojů projíždí jen hlavní okruh B kolem nádraží a přes západní část města, část spojů přejíždí přímo i na jednosměrný okruh A (Lidická, domov důchodců) a na okruh C (Průmyslová). Pro MHD je vyčleněn autobus SOR BN 9.5. Řidič vydává bločkové jízdenky.
Roční zkušební provoz linky MHD byl zahájen 2. října 2005. Na podzim 2008 byla linka stále v provozu.
V roce 1991/1992 obsahoval krajský jízdní řád ČSAD linku 57520 Litomyšl aut. st. - Litomyšl, Vertex, která však neměla status MHD. 

### Svitavy
Svitavy nemají MHD. V roce 1991/1992 obsahoval krajský jízdní řád ČSAD linku 57370 Svitavy, aut. nádr. – Svitavy, DINAS a souhrnný jízdní řád 57371 Svitavy aut. nádr. – žel. st., které však neměly status MHD.

### Moravská Třebová
V roce 1991/1992 obsahoval krajský jízdní řád ČSAD linku 57930 Mor. Třebová aut. nádr. – Mor. Třebová, Boršov, která však neměla status MHD. Nyní (2008) je tento směr jednou z větví linky ČSAD Ústí nad Orlicí a. s. 680786 a je zde veden také jeden pár spojů linky 680986 dopravce Pavla Prchala.
Od 15. června 2008 byly na stávajících regionálních linkách ČSAD Ústí nad Orlicí a. s. k obsluze města zřízeny tři nové zastávky na Svitavské a Lanškrounské ulici a u obchodního domu Lidl. Toto opatření se osvědčilo a zůstalo v platnosti. Město na tyto linky nepřiplácí.
Od 1. září 2009 zavedlo město na zkušební dobu do 12. prosince 2009 tři městské spoje (tzv. dělnický, školní a nákupní) z autobusového nádraží k nemocnici, k základní škole, k hlavnímu nádraží a k obchodnímu domu Lidl. Provoz spojů si město původně objednalo u ČSAD Ústí nad Orlicí a. s. na necelé tři měsíce, celkem za 44 tisíc Kč. Podle licenčního čísla linky však formálně nešlo o městskou autobusovou dopravu; trasa městských spojů byla přilepena k příměstské lince 680783 do Krasíkova. Celkové tržby z jízdného činily 700 až 800 Kč měsíčně. Posledním dnem provozu byl 6. březen 2010, pro malý zájem cestujících a prodělečnost byly spoje zrušeny. Zachován byl pouze školní spoj.

### Jevíčko
V roce 1991/1992 obsahoval krajský jízdní řád ČSAD linku 57970 Jevíčko, nádr. – Jevíčko, stát. plicní léčebna, která však neměla status MHD. Nyní (2008) má linka ČSAD Ústí nad Orlicí a. s. z náměstí k léčebně OLÚ číslo 680797.

## Okres Ústí nad Orlicí

### Ústí nad Orlicí
V Ústí nad Orlicí jsou dvě linky ČSAD Ústí nad Orlicí a. s. vedené převážně nebo zcela po území města. Linka 700937 obsahuje úsek od autobusového nádraží kolem nemocnice do Ústí nad Orlicí II sídliště; na téže lince je okruh z autobusového nádraží přes Ústí nad Orlicí III. Na lince 700951 je několik spojů mezi sídlištěm Dukla a autobusovým nádražím, o něco méně spojů mezi autobusovým a vlakovým nádražím a jeden pár spojů do Dlouhé Třebové. Linky nemají status městské autobusové dopravy.
V roce 1991/1992 obsahoval krajský jízdní řád ČSAD linky 59370 Ústí nad Orlicí II – aut. nádr. – Ústí nad Orlicí III a 59510 Ústí nad Orlicí, Dukla – aut. nádr. – nádraží, které však neměly status MHD.

### Žamberk
Na lince ČSAD Ústí nad Orlicí a. s. 700956 jede značná část spojů v trase mezi autobusovým a vlakovým nádražím. Dva spoje denně pokračují od nádraží ještě malým okruhem přes Dlouhoňovice. Dále jsou na lince dva okružní spoje z autobusového nádraží přes Mosilanu a Albertovo a Masarykovo náměstí. Linka nemá status městské autobusové dopravy.
V roce 1991/1992 obsahoval krajský jízdní řád ČSAD linky 59560 Žamberk, Masarykovo nám. – nádraží (– ORMILK) (– Dlouhoňovice) a 59561 Žamberk aut. st. – MOSILANA, které však neměly status MHD.

### Česká Třebová
Nejblíže charakteru MHD má linka ČSAD Ústí nad Orlicí a. s. 700946 sídl. Lhotka – žel. st. – rozc. Rybník (vybrané spoje k točně u lokomotivního depa) – Rybník. Část spojů z obou stran začíná nebo končí u nádraží.
V roce 1991/1992 obsahoval krajský jízdní řád ČSAD linky 59460 Česká Třebová, Parník – nádr. (– Strojtex)
a 59470 Česká Třebová, nádr. – sklad ČSD, které však neměly status MHD.
V prosinci 2009 oznámil Orlický deník, že firma AUDIS BUS zřejmě již od roku 2010 zavede v České Třebové radiobusovou dopravu. Tato služba nemá konkurovat linkám ČSAD Ústí nad Orlicí, ale má pokrýt časy, v nichž nyní doprava není zajištěna. Dopravu mají zajišťovat dvě vozidla značky Mercedes s kapacitou po 22 cestujících. Bývalý starosta České Třebové Jaroslav Zedník uvažoval i o tom, že by vozidla sloužila i jako školní autobusy, pro přepravu seniorů, přepravu imobilních občasnů do stacionáře, přepravu zaměstnanců firem atd. s možností expanze do širšího regionu, zájem projevily Svitavy a Lanškroun. Podle zprávy MF Dnes z prosince 2009 chystá město Česká Třebová společně s Audis Bus od počátku roku 2011 (otevření nového dopravního terminálu) zkušebně na rok poptávkovou dopravu v příměstských trasách dvěma minibusy Mercedes s kapacitou pro 22 cestujících a jednalo se o rozšíření systému do měst Lanškroun, Litomyšl a Svitavy. Podle zprávy z března 2010 má být MHD spuštěna od října 2010. Návrh předložený veřejnosti k připomínkám obsahoval 5 linek, které však nemají být spuštěny všechny najednou; jako první má být zavedena hlavní linka z terminálu ke sjezdovce, krytému bazénu, na sídliště Lhotka a přes nákupní centrum zpět. Část spojů MHD má být provozována formou radiobusu. Na provoz mají kromě města přispět i kraj a ministerstvo práce a sociálních věcí.
Web dopravce AUDIS BUS s. r. o., bez zmínky o datu realizace, zveřejňuje projekt 5 linek rozlišených barvou a názvem:
- modrá Pro každého (Terminál – Sídliště Lhotka), navrženy 4 páry pevných spojů a 12 párů radiobusových spojů
- fialová Pro obyvatele okolních obcí (samostatné tabulky jízdních řádů pro „vnitřní okruh“ a 5 odbočných větví (Svinná, Třebovice, Kozlov, Skuhrov, Semanín) – pevné spoje v ranní a odpoledné špičce, radiobusy dopoledne a večer
- oranžová Pro seniory (Zámostí – Lidl) – 2 páry pevných spojů každý pracovní den
- zelená Pro volný čas (zimní zajíždění večerních spojů modré linky ke Ski centru)
- tyrkysová Pro cestující od a ke vlakům (vybrané spoje modré linky)

Stávající autobusová linka 700946 Česká Třebová, sídliště Lhotka - Česká Třebová, žel.st. - Rybník, která dosud plní v podstatě roli městské dopravy, má zůstat zachována a trasa modré linky MHD se od ní liší tak, aby bylo obslouženo co nejvíc částí města.
Multifunkční dopravní terminál Bezručovo náměstí byl slavnostně uveden do provozu 15. září 2010, avšak o zahájení provozu MHD se dosud informace neobjevila.

### Lanškroun
Lanškroun nemá MHD. V roce 1991/1992 obsahoval krajský jízdní řád ČSAD linku 59861 Lanškroun aut. n. – Lanškroun, Sázava – aut. nádr., která však neměla status MHD.